# Dom Towarowy Słowiniec w Słupsku
Dom Towarowy „Słowiniec” – budynek znajdujący się przy pl. Zwycięstwa Nr 11 naprzeciwko ratusza miejskiego w Słupsku. Za czasów świetności był największym centrum handlowym Słupska. W środku znajduje się najstarsza, wciąż działająca drewniana winda w Europie.